# Fredrik Roos
John Fredrik Birger Roos, född 28 mars 1951 i Malmö, död 1 juni 1991 i Stockholm, var en svensk finansman och konstsamlare. 

## Biografi
Roos, som var son till bankdirektör Axel Roos och juris kandidat Lillemor, född Bertenius, studerade vid Stockholms universitet 1971–1973. Han var börsmäklare vid AB Bankirfirman Langenskiöld 1974–1975, aktieförvaltare vid Beijerinvest AB 1976–1983 och verkställande direktör för Fastighets AB Pilen 1978–1981. Han var styrelseordförande i Robafin AG i Schweiz från 1983 och styrelseledamot i Skandinaviska Malm & Metall AB från 1984.
Roos grundade 1988 konstmuseet Rooseum i Malmö, dit han donerade sin samling av nordisk samtidskonst. Efter hans död drevs museet av en stiftelse, som senare upplöstes. Sommaren 2006 bjöds 60 verk ur Fredrik Roos samling ut på auktion och intäkterna gick till en stiftelse som ska främja svensk samtidskonst.
Fredrik Roos tillhörde den skånska finansfamiljen Roos, som bland annat ägde Skånska banken. Han var en av fyra söner till Axel och Lill Roos samt sonson till Axel Roos.
Fredrik Roos var i många år bosatt utomlands, bland annat i London, Paris och i Zug i Schweiz. Han avled i sitt hem i Stockholm i sviterna av aids och är gravsatt på S:t Pauli norra kyrkogård i Malmö.